# 量刑
量刑（りょうけい）とは、裁判官が法定刑を定める罰則に刑法総則を適用して定まる処断刑の範囲内で、被告人に下すべき宣告刑を決定する作業のこと。刑の量定ともいう。

## 処断刑の決定
犯罪については、その行為ごとに刑法（広義の刑法。「刑法」の表題をもつ法律に限らず罰則規定をもつ法律全般を指す。）で法定刑が定められているが、当事者に別に刑法典に定める事情がある場合は刑の加重減免の判断が行われる（刑法第12章「酌量減軽」、第13章「加重減軽の方法」）。
各法定刑に基づき刑の加重減軽の順序（刑法72条）により判断決定した1刑が量刑の前提となる処断刑となる。数罪がある場合も各々の法定刑について処断刑を求めて合算等をするのではない。
基準となる法定刑には上限・下限の幅があるため、処断刑も幅をもって決定される。

### 適用罰条の決定
適用罰条（単に「適条」とも）を決定する。罪刑法定主義に基づく。

### 科刑上一罪
観念的競合または牽連犯に当たる時は、量刑上は一罪として扱う。

### 刑種の選択
適条が複数の種類の刑罰を定める場合、犯罪行為がいずれの刑種に当たるべきか検討する。
なお、罰金刑などの任意的併科の規定がある場合に問題となる（「観念的競合」などを参照）。

### 加重、減軽および免除

#### 加重減軽の順序
同時に刑を加重し、又は減軽するときは、次の順序による（刑法72条）。
1. 再犯加重
2. 法律上の減軽
3. 併合罪の加重
4. 酌量減軽

#### 再犯加重
再犯加重（刑法第10章「累犯」）は次の例による。（「累犯」も参照）
- 再犯の刑は、その罪について定めた懲役の長期の2倍以下とする（刑法57条）。三犯以上の者についても、再犯の例による（刑法59条）。

#### 法律上の減軽および免除
法律上刑を減軽すべき一個又は二個以上の事由があるときは、次の例による（刑法68条）。
1. 死刑を減軽するときは、無期の懲役若しくは禁錮又は10年以上の懲役若しくは禁錮とする。
2. 無期の懲役又は禁錮を減軽するときは、7年以上の有期の懲役又は禁錮とする。
3. 有期の懲役又は禁錮を減軽するときは、その長期及び短期の2分の1を減ずる。
4. 罰金を減軽するときは、その多額及び寡額の2分の1を減ずる。
5. 拘留を減軽するときは、その長期の2分の1を減ずる。
6. 科料を減軽するときは、その多額の2分の1を減ずる。

法律上の減軽は、その原因が数個ある場合でも、一回しかできないものとされている。これには、刑罰各条に定める個別減軽を含める。
法律上の減軽（一般規定）には次がある。
- 過剰防衛（刑法36条）、緊急避難（刑法37条） - 裁量的減軽または免除
- 心神耗弱（刑法39条） - 必要的減軽
- 自首減軽（刑法42条） - 裁量的減軽
- 未遂減軽（刑法43条本文） - 裁量的減軽
- 中止犯（刑法43条但書） - 必要的減軽または免除
- 従犯減軽（刑法63条） - 必要的減軽

#### 併合罪加重
併合罪加重（刑法第9章「併合罪」を参照）。（刑法47条）

#### 酌量減軽
66条の文言から「情状酌量」と俗称される事もある。
犯罪の情状に酌量すべきものがあるときは、その刑を減軽することができる（刑法66条）。法律上の減軽ができる場合であっても、酌量減軽することが可能である（刑法67条）。酌量減軽も、法律上の減軽の例による（刑法71条）。
酌量減軽は、法定刑の最低をもってしても、なお重い場合にすべきものとされている。ただし、20年を超え30年以下の懲役刑を言い渡す場合は、無期懲役を選択してから酌量減軽をする場合があり、また、死刑を選択してから無期懲役に減軽する場合もある。

### 加重減軽の範囲
- 死刑又は無期の懲役若しくは禁錮を減軽して有期の懲役又は禁錮とする場合においては、その長期を三十年とする。（刑法14条1項）
- 有期の懲役又は禁錮を加重する場合においては30年にまで上げることができ、これを減軽する場合においては1月未満に下げることができる。（刑法14条2項）
- 罰金を減軽する場合においては、1万円未満に下げることができる。（刑法15条）

## 宣告刑の決定
上述の作業によって得られた処断刑の範囲内において、具体的に宣告する刑（宣告刑）が決定することになる。
なお、宣告刑の決定には、処断刑の決定の場合のような法定の明確な基準は存在しないので、被告人の態度や検察官の意見（求刑）、量刑に関する関係者の嘆願書なども考慮に入れて裁判所が自身の判断で決定することになる。
従前は職人芸の世界であったが、裁判員裁判の導入に伴い、行為責任を基本としてその幅の中で加重減軽をする考えかたが示された上（最高裁判所「量刑の基本的な考え方について」2009年5月）、量刑のデータベースが整備されるに至っている。

## 量刑不当
量刑が不当（量刑不当）であると判断した場合、検察官・被告人共に上訴をすることができる（刑事訴訟法第381条、第414条）。